# 이연걸의 영웅
영웅(給爸爸的信, 급파파적신, My Father Is Hero)은 홍콩에서 제작된 원규 감독의 1995년 범죄, 액션 영화이다. 이연걸 등이 주연으로 출연하였다.

## 출연

### 주연
- 이연걸

### 조연
- 매염방
- 사묘

## 한국판 성우진 (MBC, 1996년 2월 18일)
- 김도현 - 공위 (이연걸)
- 성유진 - 방일화 (매염방)
- 이미자 - 공고 (사묘)
- 강미
- 김태훈
- 전국근
- 이인성
- 안장혁
- 양희문
- 이승현
- 최원형
- 강수진
- 박조호
- 변종필
- 안종덕
- 윤복성
- 이영란
- 전수빈